# Robert Biedroń
Robert Biedroń (* 13. dubna 1976 Rymanów) je polský občanský aktivista, bojovník za práva LGBT osob, publicista a politik, zvolený v parlamentních volbách v roce 2011 jako bezpartijní na kandidátce Palikotova hnutí do polského Sejmu. V roce 2014 byl zvolen v přímých volbách starostou města Słupsk.

## Životopis, politika
Vyrůstal v městě Krosno na jihovýchodě Polska v oblasti Bukovských vrchů. Vystudoval střední hotelovou školu ve městě Ustrzyki Dolne a poté politologii v Olštýně na Warmińsko-Mazurské univerzitě. Na střední škole se naučil angličtinu, francouzštinu a ruštinu, sám se později naučil ještě italštinu a esperanto. V roce 2006 získal doktorát politických věd v Pułtusku.
Dříve byl členem Svazu demokratické levice. V roce 2005 za ni kandidoval do polského parlamentu, ale s počtem pouhých 1 686 preferenčních hlasů neuspěl. Toho roku ze strany vystoupil. Po několikaleté pauze se do politiky vrátil a v polských parlamentních volbách 2011 kandidoval za Palikotovo hnutí a s počtem 16 919 preferenčních hlasů byl zvolen do Sejmu. Zde se mimo jiné zasazuje o uzákonění registrovaného partnerství. Je prvním otevřeným homosexuálem v historii zvoleným do polského parlamentu.
Od roku 2001 se několikrát účastnil polské gay pride s názvem Parada Równości (obdoba českého Prague Pride), konané každoročně ve Varšavě. V roce 2014 jej polský týdeník Polityka na základě hodnocení polských parlamentních zpravodajů různých polských periodik vyhlásil jedním z 10 nejlepších poslanců v Polsku. V únoru 2019 založil novou politickou stranu Wiosna (česky Jaro).

## Osobní život
Jeho životním partnerem je Krzysztof Śmiszek, právník a rovněž bojovník za práva LGBT osob.

## Ocenění
Duhový vavřín (2000)
Název filmu "Rainbow Man" (2004)

Vyznamenání v žebříčku 10 nejlepších poslanců týdeníku Polityka provedeném mezi polskými parlamentními novináři za pracovitost, kulturu a přínos pro práci výboru pro spravedlnost (2014).
Cena Anny Laszuk udělovaná rádiem Tok FM (2015).
.
Cena Kongresu žen za rozmanitost (2016)

8. místo v žebříčku nejlepších starostů měst podle časopisu Newsweek (2016).
.
Francouzský národní řád za zásluhy (2016)

13. místo v žebříčku nejlepších starostů měst podle časopisu Newsweek (2017).

Zvláštní ocenění Koruna rovnosti udělované organizací Kampaň proti homofobii (2021).

Alan Turing LGBTIQ+ Awards Premio Especial udělovaná festivalem Culture Business Pride za boj za LGBTIQ+ lidi, jejich práva a zviditelnění (2022)

"The Parliament MEP Award" v kategorii Diverzita, inkluze a sociální dopad za přínos a úspěchy při prosazování diverzity a inkluze v celé Evropě (2023) .

### Články
- HARZER, Filip. Ateista, gay, levičák. To je nejlepší recept na prohru. I přesto jsem, kde jsem, říká polský rebel Biedroń. iROZHLAS [online]. Český rozhlas, 2017-08-27 [cit. 2019-03-28]. Dostupné online.